# ماكس فان ديك
ماكس فـان ديك هو رسام بلجيكي، ولد في 23 ديسمبر 1902 في شيربيك في بلجيكا، وتوفي في 26 ديسمبر 1992 في إقليم بروكسل العاصمة في بلجيكا.